# Campeonato Mundial de Tiro con Arco al Aire Libre de 1946
El X Campeonato Mundial de Tiro con Arco al Aire Libre se celebró en Estocolmo (Suecia) entre el 6 y el 11 de agosto de 1946 bajo la organización de la Federación Internacional de Tiro con Arco (FITA) y la Federación Sueca de Tiro con Arco.

## Medallistas

### Masculino
| Evento                  | Oro                                                 | Plata                                              | Bronce                                       |
| ----------------------- | --------------------------------------------------- | -------------------------------------------------- | -------------------------------------------- |
| Arco recurvo individual | Einar Tang-Holbæk Dinamarca                         | Hans Deutgen · Suecia                              | Ove Hansen Dinamarca                         |
| Arco recurvo por equipo | Einar Tang-Holbæk Ove Hansen Sigfred Smed Dinamarca | František Hadaš Václav Karola Votka Checoslovaquia | Roger Béday Bachelier Pierre Felbacq Francia |

### Femenino
| Evento                  | Oro                                                                  | Plata                                                     | Bronce                       |
| ----------------------- | -------------------------------------------------------------------- | --------------------------------------------------------- | ---------------------------- |
| Arco recurvo individual | Petronella de Wharton-Burr Reino Unido                               | Julia Stranne · Suecia                                    | Louise Nettleton Reino Unido |
| Arco recurvo por equipo | Petronella de Wharton-Burr Louise Nettleton F. L. Bilson Reino Unido | Julia Stranne · Tina Kjellson · Elsa Waldenström · Suecia | —                            |

## Medallero
| Núm. | País           | Oro | Plata | Bronce | Total |
| ---- | -------------- | --- | ----- | ------ | ----- |
| 1    | Dinamarca      | 2   | 0     | 1      | 3     |
| 1    | Reino Unido    | 2   | 0     | 1      | 3     |
| 3    | Suecia         | 0   | 3     | 0      | 3     |
| 4    | Checoslovaquia | 0   | 1     | 0      | 1     |
| 5    | Francia        | 0   | 0     | 1      | 1     |
|      | TOTAL          | 4   | 4     | 3      | 11    |